# Reisenbüchler Sándor (filmrendező)
Reisenbüchler Sándor (Budapest, 1935. február 16. – Budapest, 2004. április 1.) Kossuth- és Balázs Béla-díjas magyar animációs filmrendező, ifj. Reisenbüchler Sándor színész édesapja.

## Életpályája
Reisenbüchler Sándor és Susik Mária gyermekeként született. 1964-ben végzett Herskó János legendás osztályában a Színház- és Filmművészeti Főiskolán. Összetéveszthetetlenül egyedi, következetesen épített, egységes életművével a magyar filmművészet kiemelkedő alakja. Az 1960-as évek szellemiségét, elsősorban a pop art értékrendjét mentette át az animációs mozgókép művészetébe. Sodró és látomásos, olykor groteszk műveiben, az eljövendő emberiség sorsáért aggódó szenvedélyes prófétaként, tudatos alkotóként és elkötelezett környezetvédőként jelenik meg. 1964-ben kötött házasságot Petrovics Éva orvossal. Egy gyermekük született, Sándor (1967–2004), valamint egy unokája.

## Filmjei
- Animációs gyöngyszemek
- Kitörés (1964)
- Egy portré századunkból (1965)
- A Nap és a Hold elrablása (1968)
- Amikor én még kissrác voltam (1969)
- Barbárok ideje (1970)
- Az 1812-es év (1972)
- Holdmese (1975)
- Pánik (1975)
- Gépmadáravatás 2895-ben New York City-ben .... (1981)
- Békéltető expedíció a Marsra (1983)
- Isten veled, kis sziget (1987)
- Allegro vivace (1989)
- Zöld intelmek minden napra (1993)
- Ecotopia (1995)
- Boldog világvége (1999)
- A fény pillanata (2002)

## Díjai
- SZOT-díj (1969)
- Cannes – a zsűri különdíja (Az 1812-es év) (1973)
- New York – A zsűri különdíja (A Nap és a Hold elrablása) (1974)
- Balázs Béla-díj (1975)
- Érdemes művész (1983)
- Jules Verne-díj (1984)
- Lille – A legjobb rövidfilm díja (Isten veled, kis sziget!) (1989)
- Kiváló művész (1990)
- Kossuth-díj (1993)
- Kairó – Ezüst Kairó díj (Ecotopia) (1997)